# Saukam Khoy
Saukam Khoy (2 tháng 2 năm 1915 – 14 tháng 11 năm 2008) là quyền Tổng thống nước Cộng hòa Khmer tại Campuchia giữ chức từ ngày 1 tháng 4 đến 13 tháng 4 năm 1975. 
Trước khi trở thành Tổng thống, Saukam Khoy từng giữ chức sĩ quan chỉ huy cấp cao trong quân đội nước Cộng hòa Khmer và Chủ tịch Thượng viện. Ông chính thức nhậm chức vào ngày 1 tháng 4 năm 1975, khi Lon Nol cùng toàn bộ gia đình vội vàng rời bỏ đất nước tạm thời tới đảo Bali ở Indonesia tị nạn chính trị sau khi nhận lời mời từ người bạn của ông là Tổng thống Indonesia Suharto.
Do thời gian đương nhiệm quá ngắn ngủi nên Khoy không đề ra được biện pháp chính trị nào hữu hiệu nhằm thực hiện một cuộc đàm phán với phe Cộng sản, chủ yếu để hạn chế tình hình chiến sự ngày càng nguy ngập. Ông buộc phải rời khỏi thủ đô Phnôm Pênh đang bị quân Khmer Đỏ bao vây hoàn toàn, cùng với Đại sứ Mỹ John Gunther Dean đáp chiếc trực thăng CH-53 trong quá trình di tản nhân viên đại sứ quán Mỹ và thường dân mà lịch sử gọi là chiến dịch Eagle Pull vào ngày 12 tháng 4 cùng năm.
Saukam Khoy sống lưu vong suốt phần đời còn lại cùng với gia đình và qua đời ở tuổi 93 tại Stockton, California, Mỹ vào ngày 14 tháng 11 năm 2008.